# Roberto Tamés
Roberto Alejandro Tamés Perea (ur. 26 sierpnia 1964 w Guadalajarze) – meksykański bobsleista. Uczestnik trzech Zimowych Igrzysk Olimpijskich (Calgary 1988, Albertville 1992, Salt Lake City 2002).

## Igrzyska olimpijskie

### Calgary 1988
Na igrzyskach w Calgary Tamés wystartował z Luisem Adriánem Tamésem w drugim zespole Meksyku, zajął wówczas 37. miejsce, wyprzedzając jedynie drugi zespół Wysp Dziewiczych Stanów Zjednoczonych.

### Albertville 1992
Na igrzyskach w Albertville w dwójce w pierwszej drużynie Meksyku wraz z Miguelem Elizondo, który wcześniej uczestniczył w Letnich Igrzyskach Olimpijskich 1988 w Seulu w sztafecie 4 × 100 m. Ekipa Meksyku zdobyła na igrzyskach w Albertville 41. miejsce na 46 drużyn. Słabszymi od reprezentacji Meksyku były oba zespoły Wysp Dziewiczych Stanów Zjednoczonych oraz drugie zespoły Meksyku, Monako i Puerto Rico.
W Albertville zaprezentowała się również reprezentacja czwórek, ale nie wystąpił w niej Roberto Tamés.

### Salt Lake City 2002
Na igrzyskach w Salt Lake City wystąpił w dwójce wraz z Roberto Lauderdale. Dojechał do mety na przedostatniej, 36. pozycji, ex aequo z Wyspami Dziewiczymi Stanów Zjednoczonych, wygrywając jedynie z Trynidadem i Tobago.